# Rozmarynów
Rozmarynów  (też: Rozmarynowo) – osada leśna w Polsce położona w województwie wielkopolskim, w powiecie jarocińskim, w gminie Żerków, na obszarze Żerkowsko-Czeszewskiego Parku Krajobrazowego. Miejscowość wchodzi w skład sołectwa Śmiełów.
W latach 1975–1998 miejscowość należała administracyjnie do województwa kaliskiego.